# Jean-Baptiste Moreau
Jean-Baptiste Moreau (ur. 1656 w Angers, zm. 24 sierpnia 1733 w Paryżu) – francuski kompozytor.

## Życiorys
Jako dziecko był chórzystą w katedrze św. Maurycego w Angers, gdzie otrzymał edukację muzyczną. W latach 1681–1682 był kapelmistrzem katedry w Langres, następnie działał w Dijon. Około 1686 roku przybył do Paryża, gdzie dzięki protekcji wpływowych osób został faworytem króla Ludwika XIV i jego kochanki markizy de Montespan. Został mianowany kapelmistrzem i kompozytorem w szkole dla zubożałych szlachcianek w Saint-Cyr-l’École, pisał też utwory na zamówienie dworu w Wersalu. Do grona jego uczniów należeli Louis-Nicolas Clérambault i Jean-François Dandrieu.
Zasłynął przede wszystkim jako autor muzyki do tragedii Jeana Racine’a Estera (1689) i Atalia (1691), która spotkała się z uznaniem poety i króla. W muzyce tej stronił od efektów wirtuozowskich, posługując się prostymi środkami melodycznymi. Skomponował też muzykę do pieśni Racine’a z Cantiques spirituel. Ponadto komponował divertissements dla dworu królewskiego oraz muzykę do widowisk dramatycznych o tematyce biblijnej dla szkoły w Saint-Cyr.